# Combat Arms
 (mars 2015).
Si vous disposez d'ouvrages ou d'articles de référence ou si vous connaissez des sites web de qualité traitant du thème abordé ici, merci de compléter l'article en donnant les références utiles à sa vérifiabilité et en les liant à la section « Notes et références ».
 (8 juillet 2015).
Combat Arms est un jeu de tir à la première personne free to play moderne développé par le studio sud-coréen Doobic et édité par Nexon. On peut jouer sur différents types de cartes (exemples : neige, forêt, sable... ), comptant plusieurs styles de jeu différents (Elimination, Fireteam, Quarantine Regen, Seize and secure...). On peut acheter de nombreux types d'armes avec l'argent gagné au cours des parties (GP) ou bien avec de l'argent réel (Nx), votre choix d'arme affectera votre style de jeu (Sniper, rusher... ). Vous avez cinq emplacements d'armes que vous pouvez utiliser au cours des parties (sauf si achat d'un sac à dos pour plus d'emplacement d'armes). Parmi les emplacements, on compte un emplacement réservé aux armes de mêlées (couteau, pioche, pelle...), un aux explosifs (grenades, dynamite, Claymores...), un autre aux armes de poings (Desert Eagle, Magnum...) et les autres emplacements pour toutes armes (Smg, MG, Snipers...).

## Système de jeu

### Modes de jeu
Le jeu contient pour le moment quatorze modes de jeu. 
- Elimination (match entre deux équipes).
- Elimination Pro (match entre deux équipes par rounds).
- One Man Army (seul contre tous).
- Last Man Standing (seul contre tous par rounds).
- Search & Destroy (une équipe "Alpha" attaque et pose une bombe, une équipe "Bravo" défend et désamorce la bombe).
- Capture the Flag (deux équipes s'affrontent et doivent prendre le drapeau de l'équipe adverse pour le ramener dans leur camp).
- Spy Hunt (il y a cinq valises dans la map, le but est d'avoir les valises en attaquant ceux qui en ont pour avoir les cinq valises et se retrouver seul contre tous avec des armes spéciales : un minigun, un lance-flammes et un lance-roquettes).
- Bombing Run (deux équipes s'affrontent pour s'emparer d'une des deux bombes situées dans la map afin de la transporter jusqu'à l'endroit où il faut la poser).
- Seize & Secure (les règles sont les mêmes que 'Capture the Flag' sauf que cette fois-ci le drapeau ne retourne pas directement dans son emplacement : il faut que l'un des joueurs de l'équipe à laquelle appartient le drapeau aille prendre le drapeau et le remettre à sa place).
- Quarantine Regen (deux humains deviennent des zombies et doivent infecter les autres humains sans se faire tuer, les humains quant à eux doivent essayer de ne pas se faire infecter et de tuer les zombies).
- FireTeam (des joueurs font équipe pour tuer un maximum de zombies/terroristes qui sont des CPU).
- Hired Guns (deux équipes s'affrontent pour empocher un maximum d'or et la ramener dans leur zone).
- VIP Escort (deux équipes s'affrontent, l'une pour tuer le VIP et l'autre pour l'aider à s'extraire).
- VIP Elimination (mode de jeu useless identique à VIP Escort).
- Arms Race (semblable à One Man Army. Chaque quatre kills, une nouvelle arme est attribuée au joueur).

### Cartes
Le jeu contient en tout 53 cartes dites "maps". Certaines sont réservées exclusivement à un mode de jeu précis (ex : Nemexis HQ est réservé au mode FireTeam).

### Les serveurs
Les serveurs du jeu Combat Arms ont chacun leurs spécificités, certains étant ouverts seulement pour le mode Fireteam, d'autres spécialement pour les Clan Wars ou encore d'autres réservés aux joueurs ayant acheté des Nx ( Nexon Cash ) qui représentent une vraie monnaie dans le jeu.

### Sources à lier à l'article
- GamaSutra: Interview: Nexon's Yang, Kim Talk Combat Arms
- IGN: Combat Arms Hands-on
- (it) SpazioGames : Speciale Combat Arms - 6th Anniversary (interview du développeur Bunsoo Kim)